# George Best
George Best (* 22. Mai 1946 in Belfast; † 25. November 2005 in London) war ein nordirischer Fußballspieler. Er ist vor allem für seine erfolgreiche Karriere bei Manchester United bekannt.
Die für einen Flügelstürmer typischen Stärken in Form von hohem Tempo und Antrittsschnelligkeit kombinierte der mit beiden Füßen gleich schussstarke Best mit einer stark ausgeprägten Torgefährlichkeit. Im Jahr 1968 erlebte er sein persönliches „Annus mirabilis“, als er mit United den Europapokal der Landesmeister gewann und mit dem Ballon d’Or als „Europas Fußballer des Jahres“ ausgezeichnet wurde. Obwohl er in der nordirischen Nationalmannschaft ein maßgeblicher Leistungsträger war, konnte er sein Land nie in die Endrunde einer Fußball-Weltmeisterschaft führen.
Von Pelé wurde Best im Jahr 2004 in die Liste der weltweit 125 besten Fußballer aufgenommen. Zudem rangierte er in einer UEFA-Umfrage anlässlich des 50-jährigen Bestehens des europäischen Fußballverbands hinter Gerd Müller auf dem 19. Platz. Vor allem in seiner nordirischen Heimat gilt der zumeist auf der rechten Flügelposition eingesetzte Best als sehr populär, was in dem dort sehr verbreiteten Wortspiel „Maradona good; Pelé better; George Best.“ seinen Ausdruck findet.
Er war unter den Fußballspielern einer der ersten Medienstars. Sein extravaganter Lebensstil führte dazu, dass er immer mehr dem Alkoholismus verfiel, der den Karrierelauf nachhaltig negativ beeinflusste und schließlich zu seinem frühen Tod im Alter von nur 59 Jahren führte, nachdem er an einer Niereninfektion erkrankt war. Diese war durch Nebenwirkungen immunsuppressiver Medikamente entstanden, die Best nach seiner Lebertransplantation hatte einnehmen müssen. Best war aufgrund seiner Volksnähe und Schlitzohrigkeit während und nach seiner Karriere bei seinen Anhängern sehr beliebt, aber alkoholisierte Fernsehauftritte, Verurteilungen aufgrund von Trunkenheit im Verkehr, die Beschimpfung eines Polizisten, Vorwürfe von häuslicher Gewalt und seine Unfähigkeit, das Trinken selbst nach einer Lebertransplantation aufzugeben, zeigen seine Schattenseiten. Dennoch wohnten seiner Beerdigung im Osten Belfasts an einem regnerischen Tag 100.000 Menschen bei.

## Jugendzeit
George Best wurde als ältestes von vier Kindern geboren. Sein Vater Dickie war Hafenarbeiter, während Mutter Annie als ehemalige Hockeyspielerin ein frühes Vorbild für Georges sportliche Ziele darstellte. Schon in sehr jungen Jahren legte der leichtgewichtige George inmitten der zumeist körperlich überlegenen und körperbetont spielenden Arbeiterkinder den Grundstein für eine außergewöhnliche Technik. Sein später legendärer Ruf als Ausnahmekönner mit Dribblings auf engstem Raum, kurzen Haken und Körpertäuschungen fand hier seinen Ursprung. Es war zudem die Zeit, als die nordirische Nationalmannschaft 1958 bei der WM in Schweden das Viertelfinale erreicht hatte und mit Spielern wie Peter McParland und Billy Bingham die Generation rund um George Best nachhaltig inspirierte.
Erstmals Vereinsfußball spielte Best beim „Cregagh Football Club“. Er gewöhnte sich schnell an das größere Fußballfeld und in Belfast wurden die Stimmen immer lauter, dass man ein derartiges Talent zuvor noch nie gesehen hatte. Die Partien selbst wurden für Best schnell zu einer langweiligen Angelegenheit, da er sich seinen Alterskameraden deutlich überlegen zeigte.

## Manchester United
Im Alter von 15 Jahren wurde Best von Bob Bishop – Talentscout von Manchester United – entdeckt, der an den Cheftrainer Matt Busby in einem Telegramm die später oft zitierten Worte verwendete: „I think I’ve found you a genius.“ (deutsch: „Ich denke, ich habe für Dich ein Genie entdeckt.“) Sein Heimatklub Glentoran Belfast hatte ihn hingegen zuvor als „zu klein und zu leicht“ befunden. Best wurde 1961 gemeinsam mit einem weiteren Nachwuchsspieler (Eric McMordie) nach Manchester eingeladen, wo ihn allerdings nach nur einem Tag das Heimweh packte und er daraufhin zurück nach Belfast flüchtete. Nach einem Telefonat seines Vaters mit Busby kehrte Best zurück und fand fortan in dem United-Trainer eine Vaterfigur in Manchester.
Am 14. September 1963 kam Best zu seinem ersten Einsatz im Old Trafford beim 1:0-Sieg gegen West Bromwich Albion. Zwei Wochen später erzielte er gegen den FC Burnley sein erstes Tor und schoss in seiner ersten Saison insgesamt sechs Tore für United, das hinter dem FC Liverpool in der Meisterschaft den zweiten Platz belegen konnte. In der folgenden Spielzeit 1964/65 gewann Best mit Manchester United seinen ersten englischen Meistertitel.
Erstmals für größere Schlagzeilen sorgte er schließlich im Viertelfinal-Rückspiel des europäischen Landesmeisterwettbewerbs gegen Benfica Lissabon, in dem ihm zwei Tore in den ersten zehn Minuten gelangen und er somit Manchester United zu einem spektakulären 5:1-Auswärtssieg führte. Dieser Auftritt brachte ihm in der Presse den Titel „El Beatle“ ein und seine fußballerischen Fähigkeiten in Kombination mit seinem Showtalent machten ihn in der Folge immer mehr zu einem Medienliebling. Dort wurde er aufgrund seiner langen Haare, dem guten Aussehen und seinem extravaganten und öffentlichkeitswirksamen Lebensstil vor allem als der „fünfte Beatle“ bezeichnet und Best unterfütterte dieses Image durch öffentliche Auftritte, wie beispielsweise 1965 als ein tanzender Gast in der Musiksendung Top of the Pops. Als weiterer Spitzname Bests, dessen Vorname häufig in „Georgie“ oder in seiner Heimat Belfast in „Geordie“ umgewandelt wurde, fand die Bezeichnung „Belfast Boy“ in der Öffentlichkeit größere Verwendung.
In der Saison 1966/67 gewann Best mit United seine zweite englische Meisterschaft und distanzierte dabei Nottingham Forest und Tottenham Hotspur um jeweils vier Punkte. Nur ein Jahr später folgte der größte Erfolg Bests, als ihm im Endspiel des europäischen Landesmeisterwettbewerbs gegen Benfica Lissabon ein Treffer gelang. United siegte mit 4:1 und Best wurde als Europas und zudem von den englischen Fußballjournalisten zu Englands Fußballer des Jahres gewählt.
Nach diesem sportlichen Höhepunkt begann der stetige Abstieg. Schon zuvor hatten ihm Mitspieler zeitweise seinen Ruhm geneidet und auch sportlich wurde Bests Spielweise egoistischer, als er immer häufiger den besser positionierten Kameraden übersah. Durch den Rücktritt des Trainers Busby im Jahr 1969 verlor Best einen seiner größten Fürsprecher und der ehemalige Starstürmer ließ sich immer mehr in Aktivitäten außerhalb des Fußballs verwickeln. Mit dem Verfall Bests und seinen immer größeren Alkoholeskapaden ging auch die große Zeit von Manchester United zu Ende und führte bis 1974 sogar zum Abstieg in die zweite Liga.
In den späten 1960er-Jahren hatte Best bereits mit dem „Oscar’s“ und dem „Slack Alice’s“ – Letzteres wurde später als „42nd Street Nightclub“ bekannt – zwei Nachtlokale eröffnet. Dazu besaß er gemeinsam mit Mike Summerbee von Manchester City zwei Modeboutiquen. Seine Leidenschaft für Glücksspiele und Frauen nahm einen immer größeren Platz in seinem Leben ein, sportlich war Best 1971 nur noch ein Schatten früherer Tage und er baute zudem aufgrund seiner Spielsucht und der letztlich erfolglosen Geschäftsaktivitäten einen beträchtlichen Schuldenberg auf. Schließlich suspendierte ihn der Trainer Tommy Docherty im Jahr 1972 aus der ersten Mannschaft und versetzte ihn stattdessen in die Juniorenabteilung, denn Best war immer öfter – wenn er überhaupt erschien – vormittags angetrunken zum Training angetreten und teilweise vor Pflichtspielen tagelang nicht aufzufinden gewesen. Noch im selben Jahr erklärte Best seinen Rücktritt, um neun Monate später wieder ein Comeback zu geben.
Seine letzte Partie absolvierte er für United am 1. Januar 1974 gegen die Queens Park Rangers an der Loftus Road. Der Spieler mit der Rückennummer 7 absolvierte 466 Pflichtspiele für Manchester und war in dieser Zeit der Toptorjäger mit 178 Treffern – darunter alleine sechs in einem Spiel gegen den Viertligisten Northampton Town. Er war zudem in sechs aufeinanderfolgenden Spielzeiten bester Torjäger seines Vereins und in der Saison 1967/68 mit 28 Ligatreffern Torschützenkönig in der englischen Eliteklasse.

## Spätere Fußballerstationen und die Jahre in den USA
Best spielte 1974 kurzzeitig in Südafrika für die Jewish Guild of Johannesburg, hatte dort aber mit denselben Alkohol- und Spielproblemen zu kämpfen und kehrte nach England zurück, wo er für Dunstable Town in einem Freundschaftsspiel auflief. Trainer dort war sein ehemaliger Mitspieler Barry Fry. Auf Leihbasis wechselte er schließlich in die vierte englische Liga zu Stockport County und schoss dort 1975 in drei Spielen zwei Tore. Zu drei weiteren Spielen kam er für den irischen Verein Cork Celtic, bevor er 1976 den Sprung über den Atlantik tätigte, um für die Los Angeles Aztecs in der nordamerikanischen Profiliga NASL zu spielen.
In Los Angeles wurde er zu dem uneingeschränkten Starspieler der Mannschaft und befand sich mit 15 Treffern in seiner ersten Saison unter den besten Torschützen der Liga. In den beiden folgenden Jahren kehrte er erneut an diese Stätte zurück und erlebte zudem zwischen 1976 und 1977 mit dem englischen Zweitligisten FC Fulham eine kurze Rückkehr zu alter Stärke, wenn auch nicht mehr als wendiger Flügelstürmer. Streit gab es schließlich um seine Verpflichtung im Jahr 1978 bei dem US-amerikanischen Verein Fort Lauderdale Strikers im Rahmen seiner Aktivitäten beim FC Fulham. Der Weltfußballverband FIFA belegte Best schließlich mit einer Sperre, so dass er erst 1979 für diesen Verein zum Einsatz kam. In ähnlich abwechselnder Manier, wie zuvor zwischen Fulham und den Aztecs, spielte Best fortan noch für den schottischen Klub Hibernian Edinburgh und heuerte 1980 in San José bei den damaligen Earthquakes – nicht zu verwechseln mit dem gleichnamigen gegenwärtigen MLS-Team – an. Dort begann er eine Alkoholtherapie und spielte zwischen 1981 und 1982 noch weitere 56 Male, bevor er den Vereinigten Staaten den Rücken kehrte.
Nach kleineren Engagements – beispielsweise beim englischen AFC Bournemouth und in Australien bei den Brisbane Lions – trat Best endgültig vom aktiven Sport zurück. In gesundheitlicher und finanzieller Hinsicht musste Best ab Mitte der 1980er-Jahre weitere Rückschläge erleiden. Nachdem er 1984 aufgrund von Trunkenheit am Steuer und massiver Beleidigungen eines Polizisten ins Gefängnis eingewiesen worden war, konnte vier Jahre später erst ein von Freunden in Belfast im Windsor Park organisiertes „Testimonial Match“ – ähnlich einer Mischung aus Abschiedsspiel und persönlicher Benefizveranstaltung für ehemalige Spieler – den drohenden Bankrott Bests noch einmal abwenden.

## Nordirische Nationalmannschaft
Best spielte 37 Mal für die Nationalmannschaft Nordirlands und erzielte neun Tore. Dabei hatte er bereits kurz vor seinem 18. Geburtstag am 15. April 1964 in Swansea mit einem 3:2-Sieg gegen Wales debütiert und verabschiedete sich mehr als 13 Jahre später am 12. Oktober 1977 mit einer 0:1-Niederlage gegen die Niederlande in seiner Heimat Belfast.
Der Windsor Park in Belfast war außerdem am 15. Mai 1971 Schauplatz der wohl spektakulärsten Szene im Laufe von Bests Länderspielkarriere. In der Partie gegen England spitzelte Best dem gegnerischen Torhüter Gordon Banks den Ball während eines Torabschlags weg, gewann das anschließende Laufduell gegen den Torhüter und köpfte ins Tor ein. Der Treffer wurde zwar formal nicht anerkannt und England entschied die Begegnung mit 1:0 für sich, aber die spitzbübisch anmutende Szene Bests gegen den ehemaligen Weltmeistertorhüter hatte ihren Weg in die Fußballhistorie gefunden.
Im Vorfeld der WM 1982 in Spanien erwog der damalige nordirische Nationaltrainer Billy Bingham, den 36-jährigen Best in den Kader zu berufen. Da die sportlichen Fähigkeiten aber durch seine andauernden Alkoholprobleme und das fortgeschrittene Alter bereits deutlich gelitten hatten, wurde von diesem Vorhaben frühzeitig Abstand genommen. Best sprach sich anschließend für ein gemeinsames nordirisch-irisches Team aus.

## Nach der aktiven Karriere
Best arbeitete nach seiner Laufbahn für verschiedene Zeitungen und engagierte sich ab 1998 als Kommentator für den britischen TV-Sender Sky Sports. Er trat während der 1990er-Jahre weiterhin durch seine Alkoholprobleme öffentlich in Erscheinung und erschien im September 1990 betrunken zur Talkshow „Wogan“ in der Prime Time, wodurch er große öffentliche Proteste seitens der Zuschauer auslöste. Später entschuldigte sich Best für diesen Auftritt und stufte diesen als eines seiner dunkelsten Kapitel ein.
Im Jahr 1995 vermählte er sich mit dem Fotomodell Alex Pursey. Best hatte zuvor im Jahr 1978 das ehemalige Playboy-Model Angela MacDonald-James in Las Vegas geheiratet und sich 1986 von ihr – fünf Jahre nach der Geburt des gemeinsamen Sohnes – scheiden lassen. Die Probleme Bests machten aber auch vor der neuen Liaison nicht halt, und Alex Best beschuldigte später im Jahr 2004 in der britischen Ausgabe von „Ich bin ein Star – Holt mich hier raus!“ ihren Ehemann, sie während der gemeinsamen Beziehung geschlagen zu haben.
Als 1996 ein Nachfolger für Jack Charlton als neuer irischer Nationaltrainer gesucht wurde, bekundete Best öffentlich sein Interesse an diesem Amt. Die Football Association of Ireland („FAI“) entschied sich schließlich aber für Mick McCarthy. Gesundheitlich ging es für Best weiter bergab und er verkündete im Jahr 2001, dass er auf der Warteliste für eine Lebertransplantation stehe.

## Die letzten Jahre
Am 30. Juli 2002 ließ er sich für diesen Eingriff in das „King’s College Hospital“ in London einliefern. Als er im anschließenden Jahr 2003 weiterhin öffentlich Alkohol konsumierte, schlug ihm Kritik aus der Öffentlichkeit entgegen. Vor allem wurde ihm massiver Egoismus und unsensibles Verhalten vorgeworfen. Auch finanziell machte Best 2003 negative Schlagzeilen, als er verkündete, seine Trophäe zu Europas Fußballer des Jahres verkaufen zu müssen, um mit dem Erlös ein neues Haus in Griechenland zu finanzieren. Im Jahr 2004 wurde ihm wegen Trunkenheit am Steuer der Führerschein für 20 Monate entzogen.
Am 3. Oktober 2005 wurde Best zur Intensivbehandlung in das private Cromwell Hospital in London eingeliefert. Er war an einer Niereninfektion erkrankt infolge von Nebenwirkungen immunsuppressiver Medikamente. Diese hatte Best nach seiner Lebertransplantation einnehmen müssen, damit sein Körper das ihm neu eingesetzte Organ nicht abstieß. Am 27. Oktober verkündete die Presse erstmals, dass sich sein Zustand lebensbedrohend entwickelt hatte. Es folgte eine kurze Stabilisierung seines Zustands und im November der erneute Rückfall. Am 20. November druckte die britische Boulevardzeitung „News of the World“ ein Foto von Best mit seiner letzten Botschaft „don't die like me“ (deutsch „sterbt nicht wie ich“) auf dessen Wunsch im Krankenbett ab. Fünf Tage später verstarb er infolge von Multiorganversagen.
Die Premier League verkündete, dass am folgenden Wochenende vor allen englischen Erstligaspielen eine Schweigeminute abgehalten werde, die aber in mehreren Stadien durch die Tradition „ignoriert“ wurde, dass dem Verstorbenen stattdessen durch einen einminütigen Applaus gehuldigt wird. Das erste Spiel in Old Trafford nach Bests Tod fand im Ligapokal gegen West Bromwich Albion statt – dies war der Verein, gegen den Best 1963 debütiert hatte. Bobby Charlton, weitere frühere Spieler seines ehemaligen Vereins und des Gegners West Bromwich Albion hielten vor der Partie gemeinsam mit Bests Sohn Calum die Schweigeminute ab, während Zuschauer Bilder des Verstorbenen in die Höhe hielten.

## Beerdigung und Ehrungen
George Best wurde am 3. Dezember 2005 in Belfast beerdigt. Etwa 100.000 Menschen erwiesen ihm die letzte Ehre, was dieses Begräbnis zu einer der größten Zeremonien dieser Art in der Geschichte des Vereinigten Königreichs machte. Die Beisetzung Bests neben seiner Mutter im „Roselawn Cemetery“ selbst fand im privaten Kreise statt.

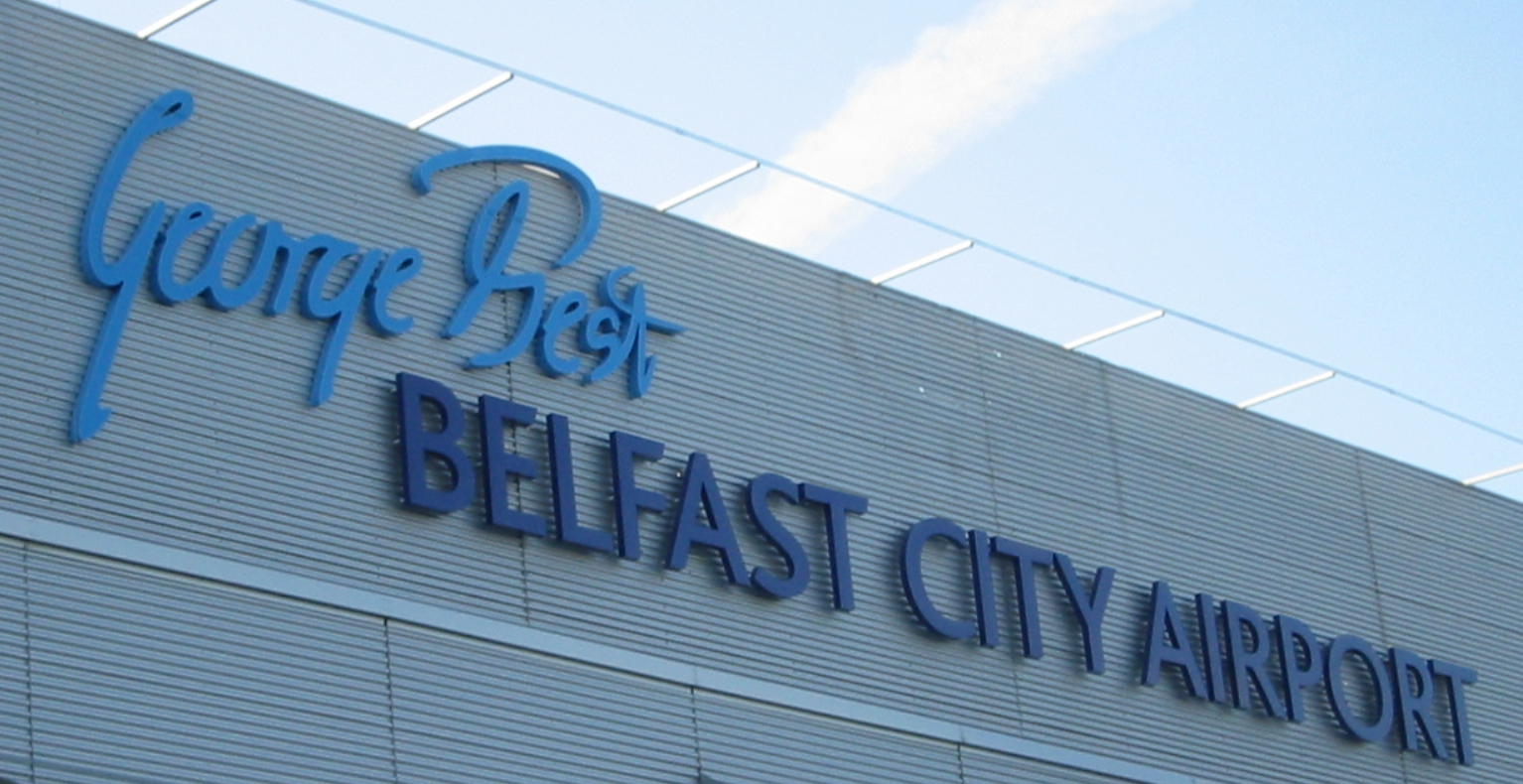
Der Schriftzug des „George Best Belfast City Airport“

Um Best zu würdigen, wurde der Belfast City Airport im Osten Belfasts in „George Best Belfast City Airport“ umbenannt. Hierzu fand eine offizielle Zeremonie in Anwesenheit der Angehörigen von Best am 22. Mai 2006 – dem 60. Geburtstag Bests – statt. Die Umbenennung war sehr umstritten. Nur 52 % der Bevölkerung standen hinter dieser Entscheidung und politische Stimmen äußerten, dass man besser ein Stadion nach Best benannt hätte anstelle eines Flughafens. Im März 2006 gab die Billigfluggesellschaft Flybe einer De Havilland DHC-8 den Namen „The George Best“.
Anlässlich seines ersten Todestages brachte die nordirische Ulster Bank eine Million Fünf-Pfund-Noten mit seinem Abbild in Umlauf. Nach fünf Tagen waren die Geldscheine – die Best sowohl im nordirischen Nationaltrikot als auch im Trikot von Manchester United abgebildet zeigen – bereits ausverkauft.

## Wissenswertes
- 1970 drehte der deutsche Filmemacher Hellmuth Costard einen Film über ein Match zwischen Manchester United und Coventry City, in dem die Kamera während der gesamten Spieldauer ausschließlich auf Best gerichtet war. „Fußball wie noch nie“ wurde 1971 von der ARD ausgestrahlt und rief massive Proteste hervor, da der Großteil der Zuschauer es unmöglich fand, den Film zur besten Sendezeit auszustrahlen bzw. ein Fußballspiel lang nur einen Spieler herauszuheben. Bei der ARD häuften sich nach der Sendung die Beschwerdebriefe.
- Don Fardon schrieb 1970 als Hommage an George Best den Song Belfast Boy, der sich 5 Wochen in den britischen Charts platzierte und den er 2006 anlässlich von Bests Tod erneut veröffentlichte.
- Die irische Rockband Thin Lizzy schrieb den Song For those who love to live, der 1975 auf dem Album Fighting veröffentlicht wurde, über George Best.
- 1987 widmete ihm die englische Independent-Band The Wedding Present ihr erstes Album.
- Unvergessen ist der Nihilismus von George Best, der sich in seinem Lebensmotto äußerte: „Ich habe viel Geld für Alkohol, Frauen und schnelle Autos ausgegeben, den Rest habe ich einfach verprasst.“ („I spent a lot of money on booze, birds and fast cars – the rest I just squandered.“). Belegt ist noch dieses Zitat: „Wäre ich hässlich auf die Welt gekommen, hättet ihr nie etwas von Pelé gehört.“ („If I had been born ugly, you would never have heard of Pele.“)
- Im Jahr 2000 entstand mit George Best – Ein Fußballgott im Abseits (Best) ein Film über George Best. Seine Darstellung übernahm der Schauspieler John Lynch.
- Beim Champions-League-Finale 1999 verließ George Best, inzwischen nur noch Zuschauer von Manchester United, vorzeitig das Stadion, da seine Mannschaft im Camp Nou gegen den FC Bayern München kurz vor Schluss mit 0:1 zurücklag. Damit verpasste er die Wende durch zwei späte Tore zum 2:1-Sieg von Manchester United.[15]

## Vereinsstationen
- Cregagh Boys Club (bis 1963)
- Manchester United (1963–74) 466 Spiele, 178 Tore[16]
- Jewish Guild of Johannesburg (1974) 5 Spiele
- Dunstable Town (1975)
- Stockport County (1975) 3 Spiele, 2 Tore
- Cork Celtic (1976) 3 Spiele, 0 Tore
- Los Angeles Aztecs (1976) 24 Spiele, 15 Tore
- FC Fulham (1976–77) 37 Spiele, 8 Tore
- Los Angeles Aztecs (1977) 25 Spiele, 13 Tore
- FC Fulham (1978) 10 Spiele, 2 Tore
- Los Angeles Aztecs (1978) 12 Spiele, 1 Tor
- Fort Lauderdale Strikers (1979) 14 Spiele, 5 Tore
- Hibernian Edinburgh (1979) 16 Spiele, 3 Tore
- Fort Lauderdale Strikers (1980) 19 Spiele, 2 Tore
- Hibernian Edinburgh (1980) 6 Spiele, 0 Tore
- San José Earthquakes (1981–82) 56 Spiele, 21 Tore
- AFC Bournemouth (1983) 5 Spiele, 0 Tore
- Brisbane Lions (1983–1983) 4 Spiele, 0 Tore
- Tobermore United (1984) 1 Spiel, 0 Tore

## Titel, Erfolge und Auszeichnungen

### Titel
- Europapokalsieger der Landesmeister: 1968
- Englischer Meister: 1965, 1967

### Individuelle Auszeichnungen
- Ballon d’Or („Europas Fußballer des Jahres“): 1968
- 3. Platz bei der Wahl des Ballon d’Or Dream Teams (Rechter Flügel)
- Englands Fußballer des Jahres: 1968
- Aufnahme in die englische Football Hall of Fame: 2002
- Ehrendoktorwürde an der Queen’s University Belfast: 2001
- Ehrenpreis der Fußballergewerkschaft PFA: 2006

## Dokumentarfilme
- George Best – Der Fußball-Beatle. (OT: George Best, la popstar du football.) Dokumentarfilm, Frankreich, 2016, 26 Min., Buch und Regie: Bernard George, Produktion: arte France, Les Films du Tambour de soie, Sara M, Reihe: Vergissmeinnicht (OT: Les oubliés de l'histoire), Erstsendung: 7. Januar 2017 bei arte, Inhaltsangabe von ARD, Filmausschnitt von arte (3 Min.).

- Fußball wie noch nie. Dokumentarfilm, BR Deutschland, 1970, 105 Min., Buch und Regie: Hellmuth Costard, Produktion: Studio 1 Filmproduktion, WDR, Erstsendung: 29. März 1971 bei ARD,[17]; DVD-Vertrieb: Zweitausendeins, 2006, ISBN 978-3-86150-667-6. 
 Ein radikales filmhistorisches Dokument und eine Hommage an George Best: Beim Spiel zwischen Manchester United gegen Coventry City am 12. September 1970 folgen acht Kameramänner nur den Aktionen von Best.